# Magyarország és Korea kapcsolatai

Csoszon Királyság zászlaja

Osztrák–Magyar Monarchia zászlaja

Az Osztrák–Magyar Monarchia és Csoszon Királyság közötti viszony (hangul: 오지리·조선 관계, odzsiri-csoszon kvangje, handzsa: 墺地利·朝鮮 關係, RR: ojiri-joseon gwangye) a magyarok és koreaiak közötti első diplomáciai kapcsolatokat jelöli. A két ország 1892. július 23-án vette fel a diplomáciai kapcsolatot egymással.
Vay Péter gróf, misszionárius, világutazó 1903-1914 között vatikáni megbízásból bejárta a világ számos országát, köztük Koreában is járt többször. A gróf közreműködött új  egyházközségek, kolostorok  és  gyermekotthonok  létesítésében is az országban, emellett az 1906-ban megjelent Kelet császárai és császárságai című művében megkülönböztetett figyelemben részesíti Koreát. Művében a szerző mindezt úgy indokolja, hogy „...A föld  és  népe  felől   alkotott  fogalmak  hiányosak...Korea  a  világ egyik  legérdekesebb  szöglete s Eszebb  tájékot  alig  képzelhetnénk  el.”
A monarchia kapcsolatai Koreával 1910-ben, Korea japán megszálláskor szakadtak meg.
1948-ban Korea területén két külön állam jött létre. Magyarország az akkori politikai viszonyok miatt a szocialista Észak-Koreát ismerte el Korea jogutódjának.
1989-ben Magyarország hivatalosan is felvette a diplomáciai kapcsolatot Dél-Koreával.